# Pietro Balestra (arcivescovo)
Pietro Balestra (Molini di Triora, 4 maggio 1841 – Cagliari, 1º maggio 1912) è stato un arcivescovo cattolico italiano, vescovo di Acqui dal 1895 al 16 dicembre 1900 e arcivescovo metropolita di Cagliari dal 17 dicembre 1900 alla sua morte.

## Biografia
Pietro Balestra nacque a Molini di Triora il 4 maggio 1841 da Rosa Donzetti e Giovanni Battista, patriota del Risorgimento e medico condotto del paese.
Cominciò i suoi studi a Taggia presso i frati conventuali, per poi unirsi ad essi nel 1857; ordinato sacerdote nel 1863, gli venne poi affidata la parrocchia di Albaro.
Il 29 novembre 1895 venne preconizzato da papa Leone XIII vescovo di Acqui. Ricevette la consacrazione episcopale a Roma il 18 dicembre dal cardinale Lucido Maria Parocchi. Il 5 luglio 1896 fece il suo ingresso in diocesi. 
Il 7 marzo 1897, tramite lettera pastorale espose il programma per la propria visita alla diocesi che iniziò il 2 maggio dalla cattedrale e terminò nel 1900. Dopo la visita pastorale avrebbe anche voluto indire un sinodo diocesano, ma il trasferimento all'arcidiocesi di Cagliari glielo impedì.
Sempre nel 1900 partecipò a tre pellegrinaggi con i fedeli della diocesi a Roma per la celebrazione dell'anno santo.
Il suo episcopato fu funestato da vari dissidi con il vicario generale Pagella, che, durante la vacanza tra la morte del vescovo Marello e l'elezione di Balestra, esercitò le funzioni di vicario capitolare. Pare che i dissidi tra i due fossero talmente intensi che la comunità ecclesiastica acquese si divise tra balestriani e pagelliani e che sia il trasferimento a Cagliari del vescovo che il pensionamento obbligato del vicario siano stati imposti dalla Santa Sede per concludere il conflitto che stava imperversando nella diocesi. 
Fossero o meno i litigi il motivo, il 17 dicembre 1900 il vicario venne sostituito e Pietro Balestra promosso ad arcivescovo metropolita di Cagliari, rimanendo in diocesi di Acqui come amministratore apostolico fino all'elezione del suo successore, Disma Marchese, il 15 aprile 1901. 
Morì a Cagliari il 1º maggio 1912 e fu sepolto nel santuario di Nostra Signora di Bonaria.

## Genealogia episcopale
La genealogia episcopale è:
- Cardinale Scipione Rebiba
- Cardinale Giulio Antonio Santori
- Cardinale Girolamo Bernerio, O.P.
- Arcivescovo Galeazzo Sanvitale
- Cardinale Ludovico Ludovisi
- Cardinale Luigi Caetani
- Cardinale Ulderico Carpegna

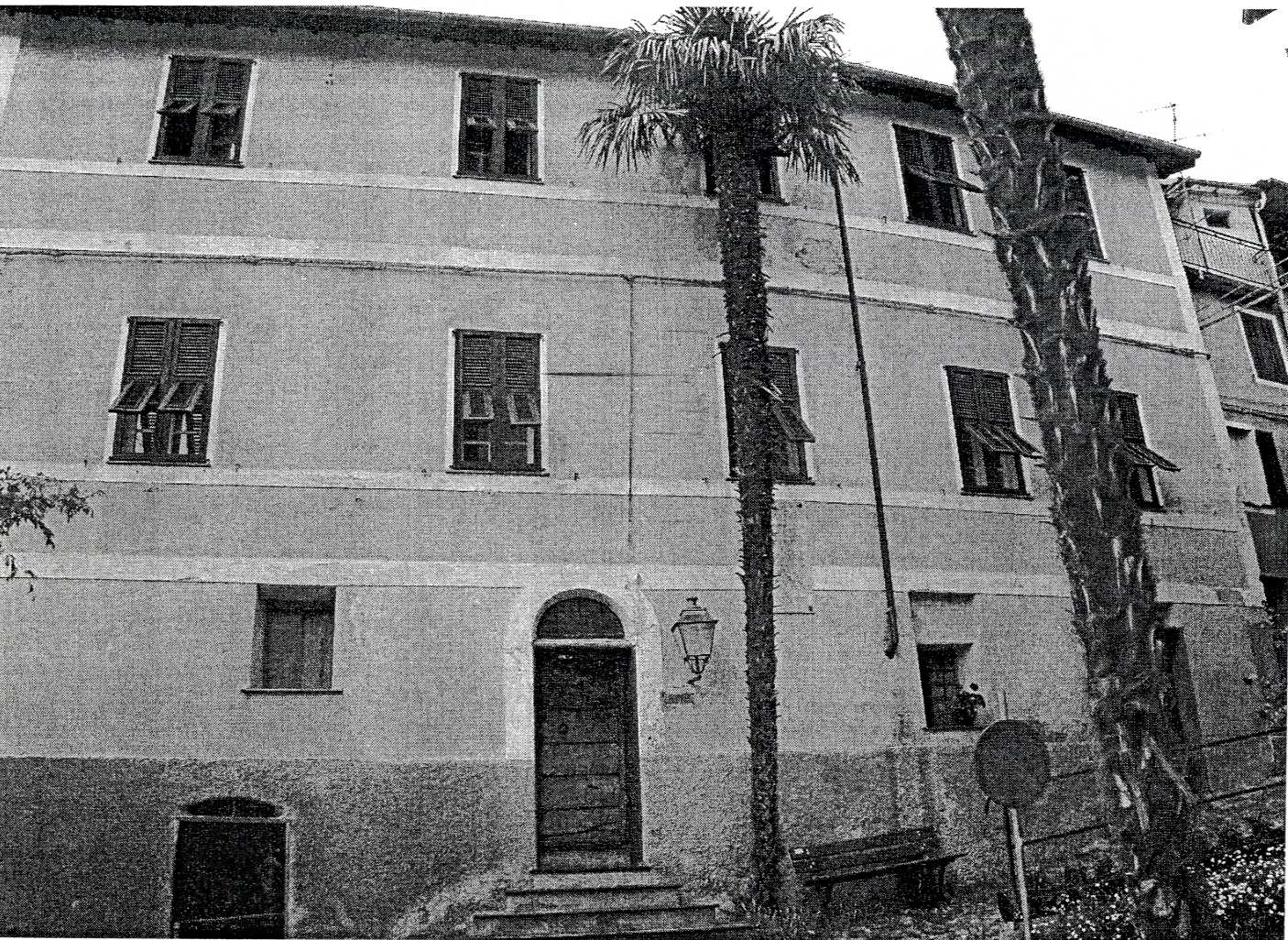
La casa della famiglia Balestra a Molini di Triora.

- Cardinale Paluzzo Paluzzi Altieri degli Albertoni
- Papa Benedetto XIII
- Papa Benedetto XIV
- Papa Clemente XIII
- Cardinale Marcantonio Colonna
- Cardinale Giacinto Sigismondo Gerdil, B.
- Cardinale Giulio Maria della Somaglia
- Cardinale Carlo Odescalchi, S.I.
- Cardinale Costantino Patrizi Naro
- Cardinale Lucido Maria Parocchi
- Arcivescovo Pietro Balestra

La successione apostolica è:
- Vescovo Luca Canepa (1903)
- Vescovo Raffaele Piras (1907)
- Vescovo Saturnino Peri (1909)
- Vescovo Francesco Emanuelli (1911)